# Strada statale 74 Maremmana
La ex strada statale 74 Maremmana (SS 74), ora strada regionale 74 Maremmana (SR 74) in Toscana, strada provinciale 144 Maremmana (SP 144) nel Lazio e strada regionale 74 ter Maremmana (SR 74 ter) in Umbria, è una strada regionale e provinciale italiana.

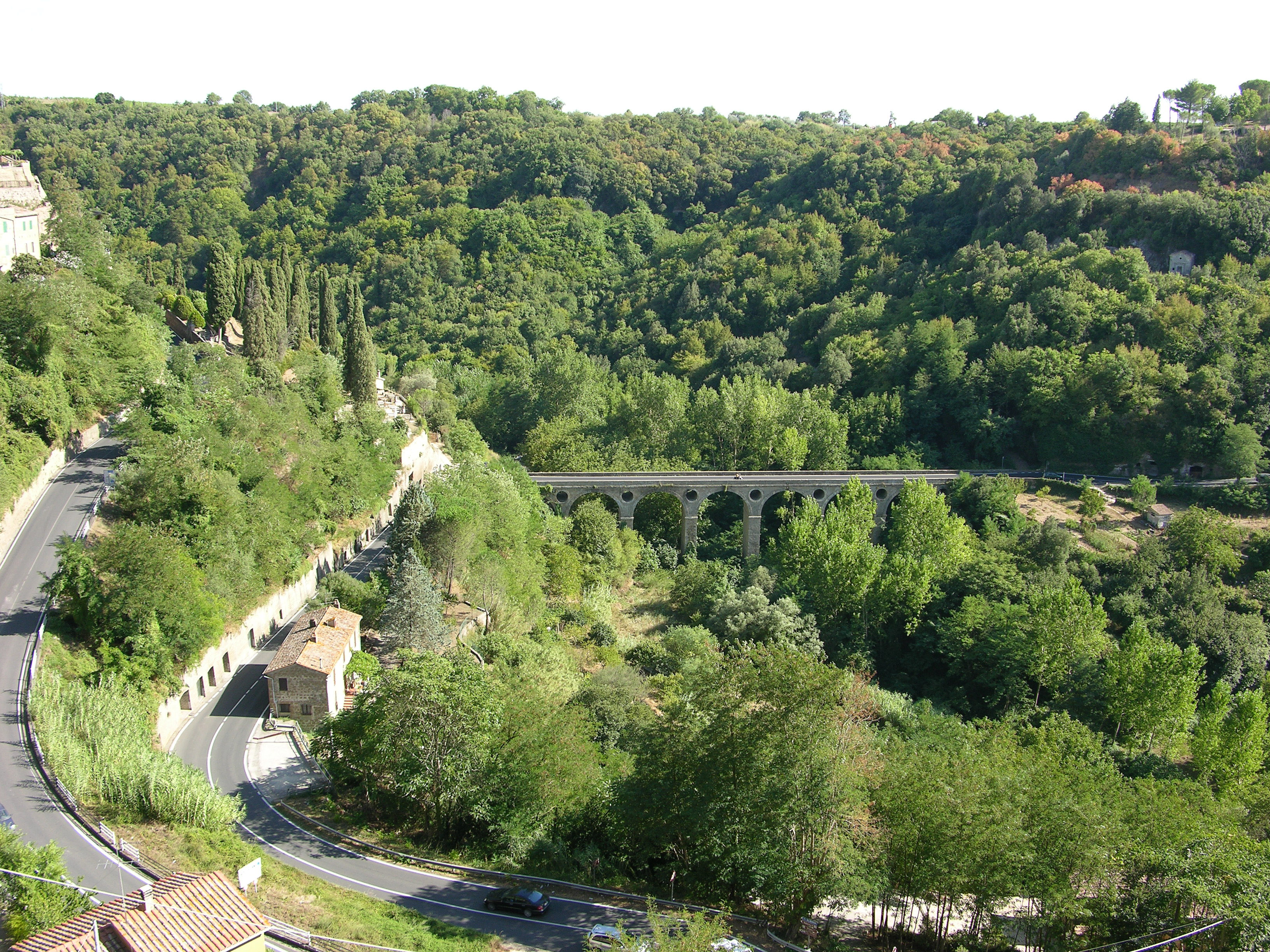
SS 74 Maremmana, all'altezza di Pitigliano (GR)

Ha inizio ad Albinia, dalla strada statale 1 Via Aurelia, e collega la bassa Maremma al Lazio e all'Umbria. Attraversa le località di Marsiliana, Manciano, Pitigliano, Il Casone ed entra nel Lazio, in provincia di Viterbo.  Qui tocca il territorio di Latera e incrocia il tratto terminale della strada statale 312 Castrense, attraversa Grotte di Castro e San Lorenzo Nuovo, dove incrocia la strada statale 2 Via Cassia con un incrocio regolato da semaforo. Poi entra in Umbria, in provincia di Terni e nel ternano la strada attraversa Castel Giorgio e, poco dopo, termina all'innesto con la ex strada statale 71 Umbro Casentinese Romagnola.

## Storia
La strada statale 74 venne istituita nel 1928 con il seguente percorso: "Dall'innesto con la n. 1 presso la stazione di Albegna per Manciano e Pitigliano all'innesto con la n. 2 e da questa all'innesto con la n. 71."
In seguito al decreto legislativo n. 112 del 1998, dal 2001, la gestione è passata dall'ANAS alla Regione Toscana, che ha ulteriormente devoluto le competenze alla Provincia di Grosseto; il resto è andato alla Provincia di Viterbo, che ha classificato la strada con il nome di strada provinciale 144 Maremmana (SP 144), e alla Regione Umbria, che ha ulteriormente devoluto le competenze alla Provincia di Terni, cambiando anche il nome in strada regionale 74 ter Maremmana (SR 74 ter).